# Rafz
Rafz je obec v okrese Bülach v kantonu Curych ve Švýcarsku. Žije zde přibližně 4 500 obyvatel.

## Geografie
Obec Rafz leží v nejsevernější části okresu Bülach, zvané Rafzerfeld, na hranicích s Německem. Nadmořská výška centra obce se pohybuje kolem 425 metrů. Od okresního města Bülach leží asi 10 kilometrů severně.
Sousedními obcemi jsou Wil a Eglisau ve Švýcarsku a Dettighofen a Lottstetten v Německu.

## Historie

Letecký pohled (1923)

První zmínka o Rafzu pochází z darovací listiny z roku 870, kterou vydal král Ludvík II. Němec, vnuk Karla Velikého. Aby učinil něco „pro spásu svou a svých předků“, převedl majetek Odilloz zu Rafz na klášter Rheinau. Osada Rafz však brzy prošla změnou vlastnictví prostřednictvím různých směn a převodů. Oklikou byla v roce 1496 prodána dolní jurisdikce městu Curych. Od té doby byl za obyvatele Rafzerfeldu zodpovědný curyšský rychtář z Eglisau. Vrchnostenská jurisdikce zůstala u jihoněmeckých hrabat ze Sulzu. Tři červené body ve spodní části erbu Rafzů symbolizují jejich štít. Tito páni vedli bohatý a rozmařilý život. Důsledky třicetileté války těžce doléhaly i na rod Sulzů. V roce 1651 byli nuceni prodat vrchnostenskou pravomoc městu Curych. Od té doby patří Rafzerfeld státu Curych a Švýcarské konfederaci.
Během druhé světové války americká armáda 22. února 1945 omylem bombardovala Rafz a zabila osm lidí.
Dne 20. února 2015 došlo v Rafzu k železniční nehodě, při níž byl těžce zraněn strojvedoucí.

## Obyvatelstvo
| Vývoj počtu obyvatel | Vývoj počtu obyvatel | Vývoj počtu obyvatel | Vývoj počtu obyvatel | Vývoj počtu obyvatel | Vývoj počtu obyvatel | Vývoj počtu obyvatel | Vývoj počtu obyvatel | Vývoj počtu obyvatel | Vývoj počtu obyvatel | Vývoj počtu obyvatel | Vývoj počtu obyvatel | Vývoj počtu obyvatel | Vývoj počtu obyvatel | Vývoj počtu obyvatel |
| -------------------- | -------------------- | -------------------- | -------------------- | -------------------- | -------------------- | -------------------- | -------------------- | -------------------- | -------------------- | -------------------- | -------------------- | -------------------- | -------------------- | -------------------- |
| Rok                  | 1634                 | 1722                 | 1800                 | 1850                 | 1900                 | 1950                 | 1980                 | 1990                 | 2000                 | 2005                 | 2010                 | 2015                 | 2020                 | 2022                 |
| Počet obyvatel       | 412                  | 827                  | 837                  | 1583                 | 1436                 | 1690                 | 2325                 | 2599                 | 3369                 | 3652                 | 4025                 | 4341                 | 4624                 | 4670                 |

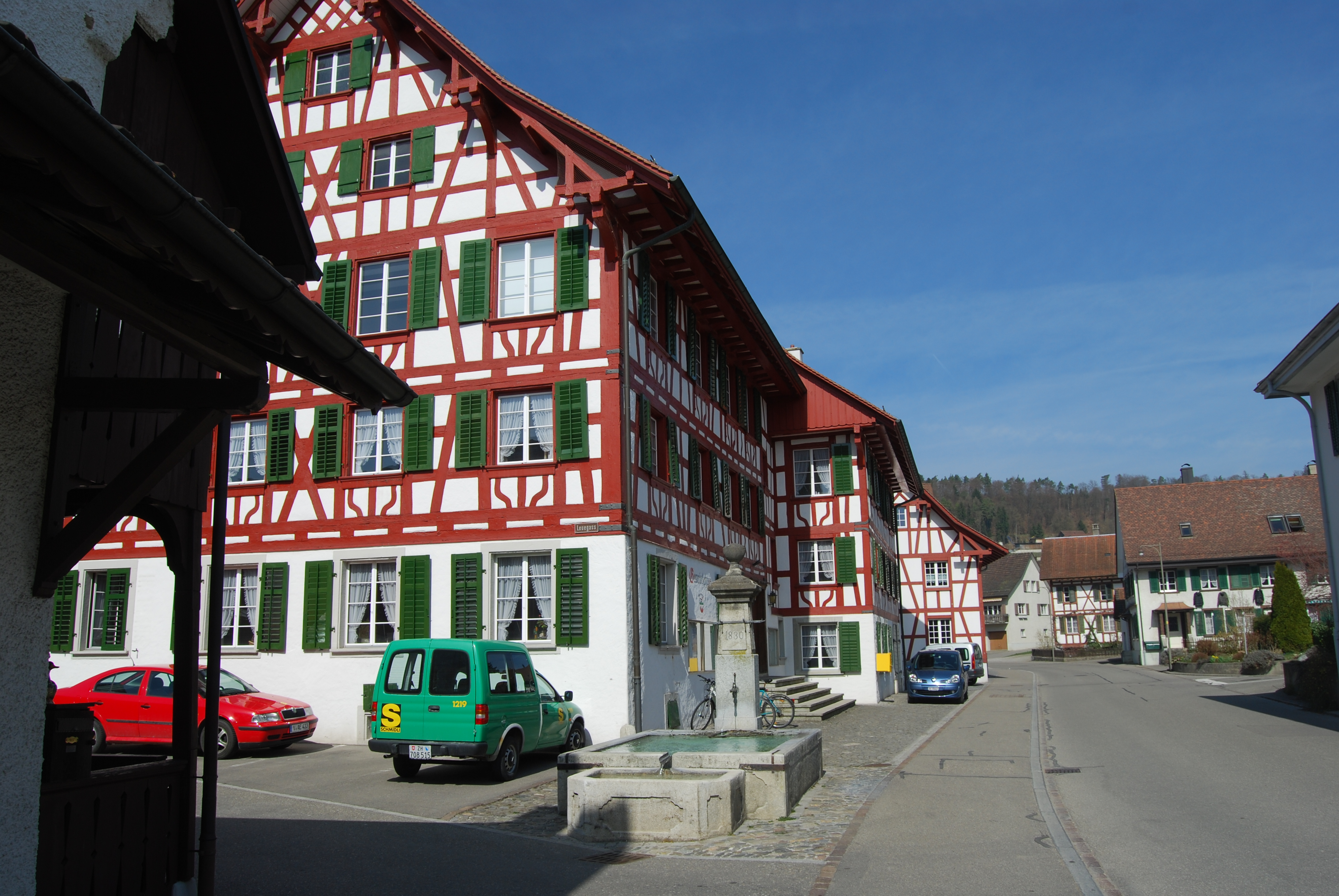
Centrum obce s tradiční architekturou

V roce 2022 se 35,5 % obyvatel hlásilo k evangelické reformované církvi, 18,1 % k římskokatolické církvi a 46,4 % k jinému vyznání nebo bez vyznání.

## Hospodářství

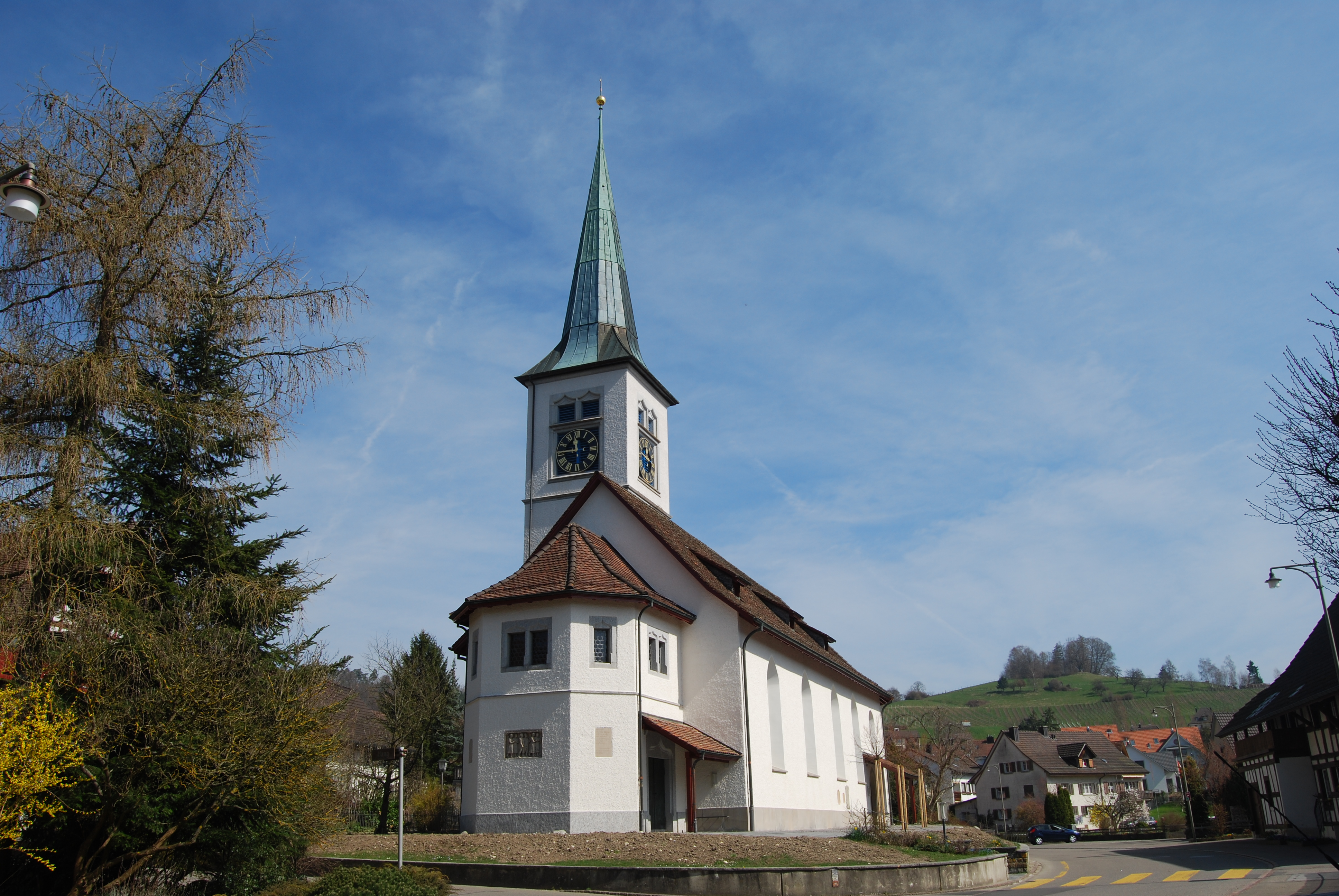
Reformovaný kostel

Po staletí bylo hlavním průmyslovým odvětvím zemědělství, které určovalo i kulturní zaměření obce. Teprve později, po zpřístupnění Rafzu curyšskou S-Bahn a dálnicí A51 Bülach–Curych, se v Rafzerfeldu usadil nový průmysl. Proslavila se především těžbou štěrku, která na mnoha místech charakterizovala krajinu. Dnes je Rafz centrem tohoto severního cípu kantonu Curych. Více než 800 pracovních míst v Rafzu je především v zahradnictví, stavebnictví, stavebnictví a textilním průmyslu. Za zmínku stojí také Rafzer Herbstmäss, který se koná každé tři roky a dává vyniknout zejména místnímu vínu.

## Doprava
Obcí prochází železniční trať Bülach–Schaffhausen, po které jezdí v pravidelném intervalu linky S-Bahn Curych, spojující obec jak s Curychem, tak Schaffhausenem. Doplňkové spoje veřejné dopravy zajišťují autobusy Postauto.
Nejbližší dálnicí je A51 v asi 10 km vzdáleném Bülachu.